# Piedras Blancas

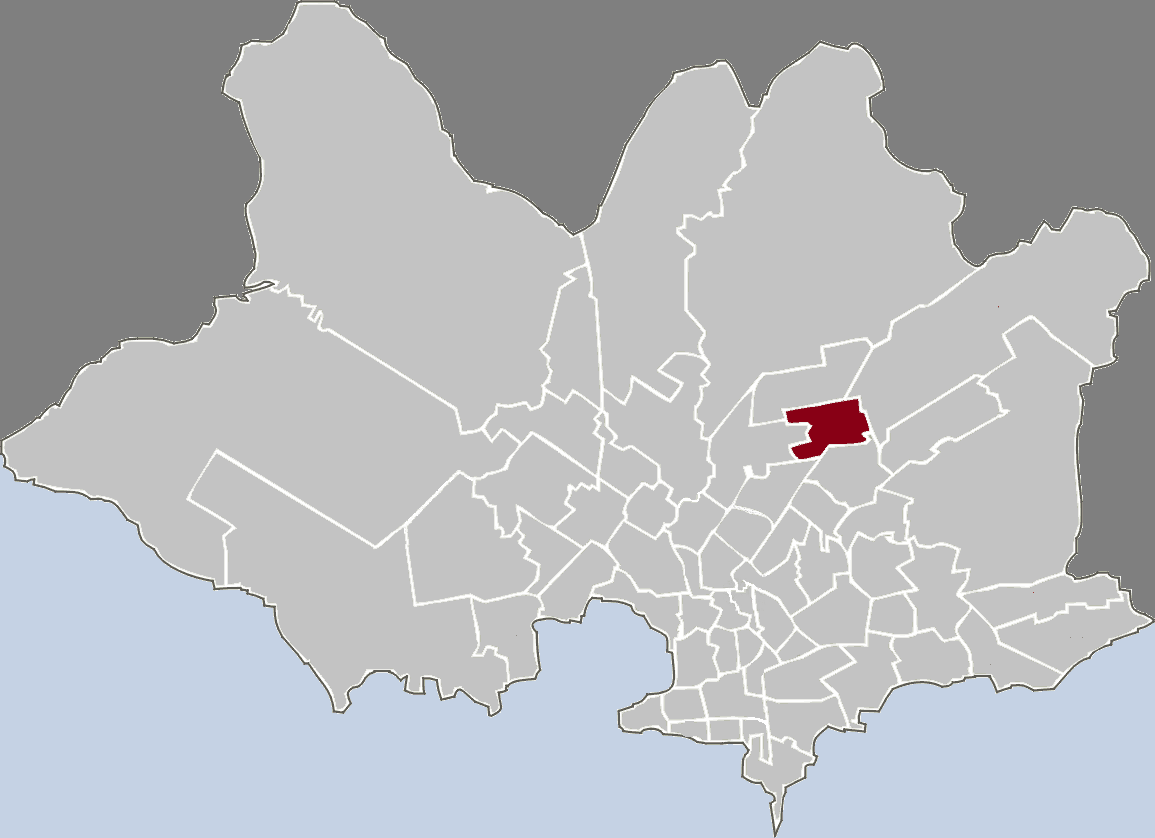
Lage von Piedras Blancas in Montevideo

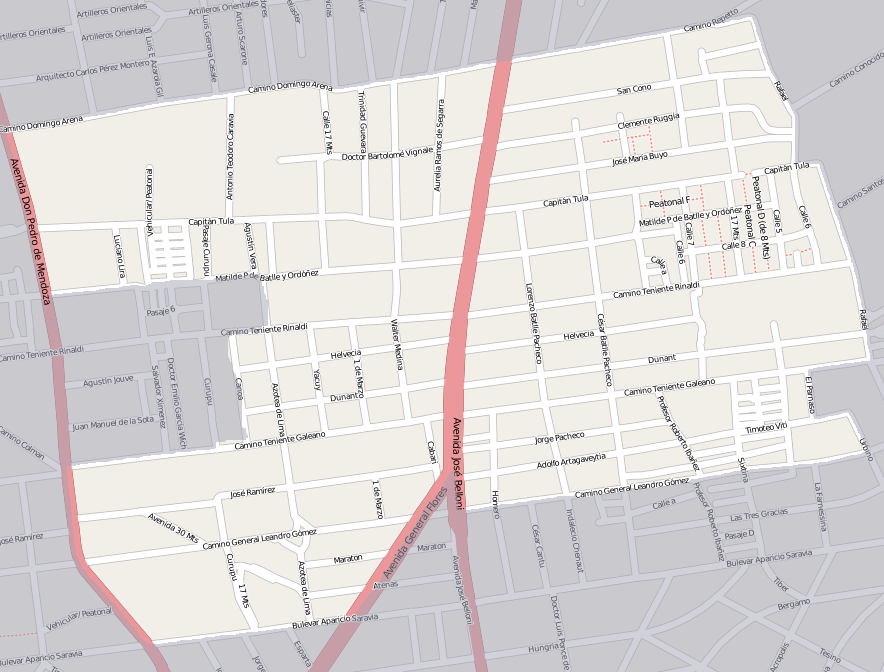
Plan von Piedras Blancas

Piedras Blancas ist ein Stadtviertel (Barrio) der uruguayischen Hauptstadt Montevideo.
Es wird von den Stadtteilen Manga (Norden/Westen), Villa García - Manga Rural (Norden/Osten), Jardines del Hipódromo (Süden), Las Acacias (Süden) und Casavalle (Westen) umgeben. Das Gebiet von Piedras Blancas ist den Municipios D und F zugeordnet.